# Prosper de la Barrière
Auguste Prosper André Basterot de La Barrière, ridder, (Toulon, 13 mei 1792 - Perpignan, 14 september 1844) was een Frans lithograaf uit de 19e eeuw. Hij was de zoon van François Gabriel Basterot de La Barrière (1762-1793), een marineofficier die tijdens de Franse Revolutie ter dood veroordeeld en geëxecuteerd werd. Zijn familie behoorde onder het ancien régime tot de kleine ambtsadel uit de streek van Bordeaux.
Over zijn jeugdjaren en vorming is nauwelijks iets bekend. Aangenomen mag worden dat hij een opleiding tot architect genoten heeft. Vermoedelijk heeft hij ook enige tijd als kapitein gediend in het keizerlijk leger. In het begin van de jaren '20 van de 19e eeuw vestigt hij zich tijdelijk in Doornik. Daar geeft hij onder meer les aan Louis Haghe. In deze stad zal hij ook zijn toekomstige echtgenote ontmoeten. In januari 1822 is hij samen met Antoine Dewasme mede-oprichter van de steendrukkerij en uitgeverij Dewasme & Cie te Doornik, een van de eerste lithografische ateliers in de Zuidelijke Nederlanden. In 1824 trekt hij naar Perpignan om er directeur te worden van de plaatselijke kunstacademie. In 1825 wordt hij tevens tot departementaal architect van de Pyrénées-Orientales benoemd, een ambt dat hij combineert met het directeurschap van de academie. In 1826 richt hij samen met lithograaf Camille Aubry de eerste officieel gebrevetteerde lithografische drukkerij van Perpignan op.

## Werk

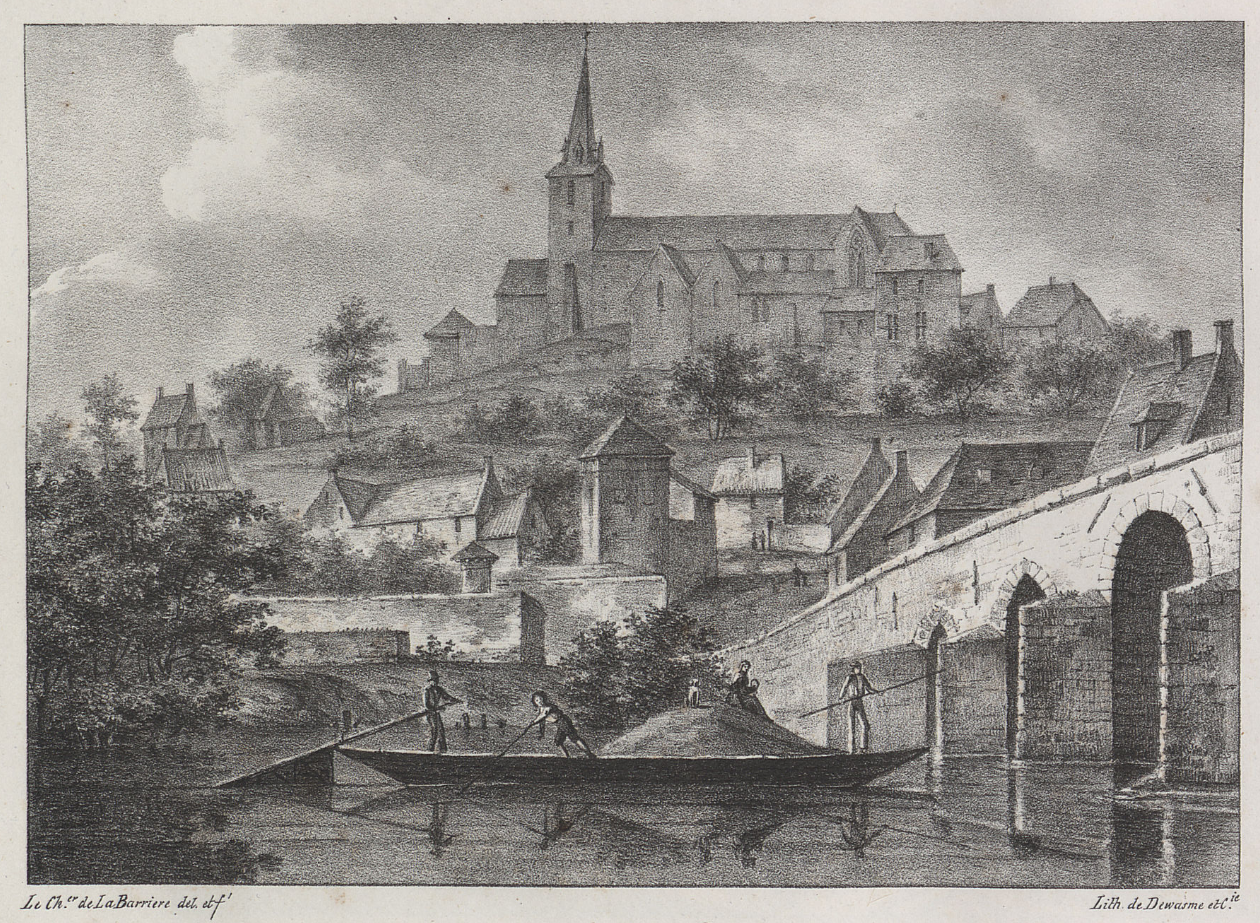
Zicht op Lobbes

- Suites des Principes de Paysages Dessinés, 1er cahier, Tournai, Dewasme & Cie, 1822.
- Collection historique des principales vues des Pays-Bas, Tournai, Dewasme & Cie, 1823-24.
- Voyage pittoresque dans le département des Pyrénées-Orientales, Perpignan, Chapé, 1824-25.
- Voyage aux ermitages des Pyrénées-Orientales, Perpignan, Aubry, 1829.

## Iconografie
- Portret in het kabinet van het departementaal archief Pyrénées-Orientales